# Marcel Fournier (historien)
Pour les articles homonymes, voir Marcel Fournier et Fournier.
Marcel Fournier, né à Sherbrooke le 15 décembre 1946, est un historien, un généalogiste et auteur d’une cinquantaine de publications et de 180 articles en histoire et en généalogie. Il est reconnu comme un expert en ces domaines tant en France, en Europe qu'au Canada. 

## Biographie
Après des études collégiales à Montréal, il entre au service du gouvernement du Québec en 1970. Il œuvre à la Bibliothèque nationale du Québec (à Montréal) de 1992 à 2002, année de sa retraite. Il réside à Longueuil depuis 1974.
Parallèlement à ses activités professionnelles, Marcel Fournier s'intéresse à l'histoire du Québec depuis 1970.
Aujourd'hui considéré, par ses travaux, comme un spécialiste de la généalogie au Québec, de l'histoire de l'immigration française au Canada, Marcel Fournier a présenté plusieurs communications et conférences au Québec, en France et en Europe sur l'histoire du peuplement au Canada.

## Publications
Marcel Fournier commence par publier, de 1972 à 1977, quatre monographies sur la région de Lanaudière au Québec.
En 1978, il oriente ses recherches vers l'histoire de nos origines. En mai 1981, il publie son Dictionnaire biographique des Bretons en Nouvelle-France, un ouvrage apprécié des généalogistes québécois et français.
Cet ouvrage revu et augmenté le mène à la publication en 1987, par la Société de généalogie de Québec, du livre Les Bretons en Amérique du Nord, des origines à 1770, une étude de 422 pages qui identifie tous les pionniers de souche bretonne établis en Amérique du Nord.
Au début de mai 1989, Marcel Fournier publie aux Éditions du Fleuve (de Montréal), Les Européens au Canada, des origines à 1765. Cette étude de 350 pages présente l'ensemble des immigrants venus d'Europe hors France, des débuts de la Nouvelle-France jusqu'à la Conquête et au cours des premières années du Régime britannique.
En 1992, Marcel Fournier présente aux historiens et aux généalogistes son ouvrage De la Nouvelle-Angleterre à la Nouvelle-France, un livre de 282 pages publié par la Société généalogique canadienne-française. Cette étude raconte l'histoire tourmentée des captifs anglo-américains au Canada entre 1675 et 1760.
Toujours à la recherche de nouveaux sujets, il publie, en avril 1995, aux Éditions du Septentrion (de Québec) et Christian à Paris, son œuvre maîtresse : Les Français au Québec 1765-1865, un mouvement migratoire méconnu : une étude qui relate l'histoire de l'immigration française au cours du siècle qui a suivi la Conquête. Cet ouvrage a été honoré de trois prix en histoire et en généalogie.
En décembre 1997, il fait paraître aux Éditions de la Société généalogique canadienne-française Origine des familles pionnières du Québec ancien. Cet ouvrage présente une bibliographie analytique de 252 publications concernant l'origine des Québécois.
De 1998 à 2001, il rédige la partie généalogique du Passeport-Sourire pour le compte de la Maison de la France à Montréal.
En 2005, il publie aux Éditions les Portes du Large, de Rennes en France, un important ouvrage ayant pour titre Les Bretons en Amérique française 1504-2004.
En 2009, il fait paraître aux Éditions de l'Homme un guide de généalogie qui a pour titre  Retracez vos ancêtres. Guide pratique de généalogie. Une édition a aussi été publiée par Québec-Loisir en 2010.
En 2012, il publie aux Éditions du Septentrion La colonie nantaise de Lac Mégantic. Une implantation française au Québec au XIXe siècle.
En 2013, une nouvelle publication voit le jour Les Premiers Montréalistes 1642-1643. Les origines de Montréal.
En 2014, il publie, avec Michel Langlois, un ouvrage sur l'histoire du régiment de Carignan-Salières paru aux Éditions Histoire Québec, Collection Fédération Histoire Québec.
En 2015, s'ajoute La Rochelle et le Canada. Migrations transatlantiques aux XVIIe et XVIIIe siècles. Éditions Histoire Québec. Collection Fédération Histoire Québec.
En 2015, il publie aux Éditions du Septentrion avec la collaboration de Pierre Le Clercs Les Français émigrés au Canada pendant la révolution française et le Consulat 1789-1804.
En 2017, il publie aux Éditions du Septentrion Les officiers des troupes de la Marine au Canada 1683-1760, projet dont il a assuré la direction.
En 2018, il publie aux Éditions Histoire Québec La Population de Montréal en 1741. Un recensement reconstitué Collection Fédération Histoire Québec.
En 2018, s'ajoute Les soldats français de Montréal morts à la Grande Guerre 1914-1918.
En 2018, il publie aux Éditions du Septentrion La contribution des pionniers de la ville de Paris au peuplement du Canada 1617-1850.
En 2021, Les premières familles anglocanadiennes issues des mariages mixtes au Québec 1760-1780 et Les premiers Italiens au Québec 1665-1860.
En 2022, Ouvriers, artisans et dirigeants des forges du Saint-Maurice en Nouvelle-France.
En 2023, Faux-sauniers et contrebandiers de France déportés au Canada 1730-1743.
En 2024, Notaires en Nouvelle-France. Histoire et biographies 1621-1763.
En 2025, Hauts-Normands originaire de la ville de Dieppe en Nouvelle-France 1600-1760

## Fonctions
De 1984 à 1989, il est vice-président national de l'Association Québec-France.
De 1995 à 1997, il préside le Comité québécois du Congrès de Bourges qui assurera la participation du Québec, à titre d'invité d'honneur, au 14e congrès de la Fédération française de généalogie.
De 1997 à 2003, il est membre du conseil d'administration de la Fédération québécoise des sociétés de généalogie.
De 1997 à 2016, Marcel Fournier coordonne, au Québec, le projet franco-québécois de recherche sur les origines familiales des émigrants français et étrangers établis au Canada des origines à 1865, qui poursuit la mise à jour et le développement du Fichier Origine.
De 1999 à 2008, il est président de la Société généalogique canadienne-française.
Depuis 2003, il préside le comité de commémoration de la Commission franco-québécoise sur les lieux de mémoire communs.
De 2006 à 2009, il dirige le Projet Montcalm, une vaste étude sur les soldats des troupes françaises envoyés en Nouvelle-France lors de la guerre de Sept Ans (1755-1760) qui amènera la publication de l'œuvre collective Combattre pour la France en Amérique.
Depuis 2010, il est membre du comité de toponymie de Longueuil. 
De 2015 à 2017, il dirige le projet de recherche sur les officiers des troupes de la Marine au Canada 1683-1760 en collaboration avec des chercheurs français et canadiens. 
Le fonds d’archives de Marcel Fournier est conservé au centre d’archives de Québec de la Bibliothèque et Archives nationales du Québec.

## Honneurs
- 1990 — Membre honoraire de l'Association Québec-France[7].
- 1995 — Médaille de bronze du rayonnement culturel, de la Renaissance française, pour sa contribution à l'histoire franco-québécoise.
- 1995 — Prix Rodolphe Fournier de la Fédération Histoire Québec pour son livre Les Français au Québec 1765-1865.
- 1999 — Diplôme d'honneur de la Fédération française de généalogie[8] pour sa contribution à la généalogie francophone.
- 2001 — Reçu académicien titulaire de l'Académie internationale de généalogie[13].
- 2003 — Prix Archange-Godbout, la plus haute distinction décernée par la Société généalogique canadienne-française[3], pour l’ensemble de son œuvre historique et généalogique.
- 2006 — Grand prix littéraire de la Montérégie, catégorie autres genres, pour son ouvrage Les Bretons en Amérique française 1534-2004.
- 2007 — Médaille de l'Assemblée nationale du Québec pour ses réalisations en histoire et généalogie.
- 2009 — Médaille d'honneur de la Fédération québécoise des Sociétés de généalogie en raison de son exceptionnelle contribution à la généalogie.
- 2009 — Médaille du Service historique de la Défense de France pour sa contribution au Projet Montcalm.
- 2010 — Officier de l'Ordre des Arts et des Lettres de France pour sa contribution exceptionnelle à l'histoire et la généalogie franco-québécoise depuis 30 ans.
- 2011 — Co-récipiendaire du prix Robert-Prévost décerné par la Société généalogique canadienne-française pour l'ouvrage issu d'un collectif  Combattre pour la France en Amérique : les soldats de la guerre de Sept Ans en Nouvelle-France, 1755-1760, publié par la Société généalogique canadienne-française.
- 2012 — Récipiendaire du Prix des Dix 2012.
- 2018 — Récipiendaire du prix Percy W Foy de la Société généalogique canadienne-française pour l'ouvrage qu'il dirige Les Officiers des troupes de la Marine au Canada 1683-1760.
- 2022 — Récipiendaire de la médaille du lieutenant-gouverneur du Québec pour l'ensemble de son oeuvre.
- 2024— Récipiendaire du prix Rodolphe-Fournier pour l'ouvrage Notaires en Nouvelle-France. Histoire et biographies 1621-1763.
- 2025— Récipiendaire de la médaille d'honneur de la Société historique de Montréal.

1. ↑  « Principales publications de Marcel Fournier » [archive du 23 août 2008], sur www3.sympatico.ca (consulté le 28 septembre 2023)
2. ↑  Société de généalogie de Québec.
3. 1 2 3 4  Société généalogique canadienne-française (Montréal).
4. ↑  Les éditions du Septentrion (Québec).
5. ↑  « Les éditions Christian » [archive du 24 novembre 2006], sur www.worldcat.org (consulté le 29 septembre 2023)
6. ↑  « Éditions les Portes du Large » [archive du 23 février 2011], sur lejpe.canalblog.com (consulté le 29 septembre 2023)
7. 1 2  « Association Québec-France » [archive du 24 février 2011], sur quebecfrance.qc.ca (consulté le 29 septembre 2023)
8. 1 2  « Fédération française de généalogie » [archive du 23 février 2011], sur genefede.org (consulté le 29 septembre 2023)
9. ↑  Fédération québécoise des sociétés de généalogie.
10. ↑  Commission franco-québécoise sur les lieux de mémoire communs.
11. ↑  « Projet Montcalm » [archive du 24 février 2011] (consulté le 29 septembre 2023)
12. ↑  Bibliothèque et Archives nationales du Québec, « Bibliothèque et Archives nationales du Québec - Fonds Marcel Fournier (P672) », sur advitam.banq.qc.ca (consulté le 1er octobre 2023)
13. ↑  Académie internationale de Généalogie.